# 缩序火焰花
缩序火焰花（学名：Phlogacanthus abbreviatus）为爵床科火焰花属的植物。属中国原产的植物（非从国外引种）。

## 别名
缩脉火焰花（中国高等植物图鉴）